# Палата № 6 (группа)
«Палата № 6» — советская школьная рок-группа, существовавшая в 1978—1981 годах, с которой началась музыкальная биография Виктора Цоя. Основным действующим лицом и движущей силой ансамбля был певец, музыкант и автор песен, а позже — театральный актёр Максим Пашков.

## История
Максим Пашков и Виктор Цой познакомились в художественной школе. Пашков показал Цою первые аккорды, дал послушать «Битлз» и «Роллинг Стоунз» и, можно сказать, втянул его так в мир рок-н-ролла. В образованной ими «Палате № 6» Виктор Цой начинал как бас-гитарист, поскольку играть на гитаре тогда не умел, а научиться играть на бас-гитаре, как считалось, было проще.
В июне 1980 «Палата № 6» выступила на выпускном школьном вечере с чуть более известным «Пилигримом», в котором играли Дюша Михайлов, Алексей Рыбин, Олег Валинский и Борис Ободовский. Тем же летом Пашков поступил в Театральный институт на курс В. В. Петрова, и активность «Палаты № 6» начала сходить на нет. К тому же, и сам Цой был принят в реставрационное училище на улице Стойкости, где той же осенью стал гитаристом группы «Ракурс», а с конца года стал выступать с «Автоматическими удовлетворителями».
В начале 1981 года «Палата № 6» выступила на сейшене в общежитии на улице Здоровцева в компании с «Пеплом», где к ним присоединился флейтист Борис Ободовский из только что распавшейся группы «Пилигрим», но той же весной группа окончательно ушла в прошлое.

## Состав

### Состав группы 1978 года
- Максим Пашков — гитара, вокал,
- Виктор Цой — гитара, бас,
- Анатолий Смирнов — барабаны.

### Состав группы 2008 года
- Максим Пашков — гитара, вокал;
- Михаил Дубов — гитара, бас-гитара;
- Сергей Смородинский — гитара;
- Анатолий Смирнов — ударные и бэк-вокал.

## Альбомы

### «Слонолуние» (1979)
- Максим Пашков — вокал, гитара, клавишные;
- Виктор Цой — бас-гитара, бэк-вокал:
- Анатолий Смирнов — ударные, бэк-вокал;
- Владимир Дорохин — ударные.

Альбом был записан летом 1979 года дома у Максима Пашкова с использованием двух бытовых магнитофонов.
- 01 — «Неродившиеся дети».
- 02 — «Карлик».
- 03 — «Я никому не нужен».
- 04 — «Пауза (прощание с барабанщиком). Импровизация».
- 05 — «Волшебник».
- 06 — «Смерть не заставляет долго ждать».
- 07 — «Певец мышиной суеты».
- 08 — «Там, за кирпичною стеной (Моя любимая)».
- 09 — «Моё чёрное счастье».
- 10 — «Ход слона».
- 11 — «Bim Bum Cumming»